# Faculau
Faculau (Facu Lau, Fakulau) ist eine osttimoresische Aldeia im Suco Faturasa (Verwaltungsamt Remexio, Gemeinde Aileu). 2015 lebten in der Aldeia 559 Menschen.

## Geographie und Einrichtungen
Die Aldeia Faculau liegt im Nordwesten des Sucos Faturasa. Nordwestlich befindet sich die Aldeia Bereliço und südöstlich die Aldeias Raemerhei und Caitaso. Im Nordosten grenzt Faculauan den Suco Tulataqueo und im Südwesten der Suco Fadabloco. Der Lohun entspringt an der Grenze zu Bereliço und folgt ihr nach Norden und danach der Grenze zu Tulataqueo. An der Grenze zu Fadabloco fließt der Hatomeco. Die Flüsse gehören zum System des Nördlichen Laclós.
Durch das Zentrum von Faculau führt eine Straße durch die Aldeia. An ihr liegt das Dorf Faculau. In dem Ort befinden sich der Sitz des Sucos Faturasa, eine Grundschule, eine Kapelle und ein Hospital.

## Politik
Bei den Kommunalwahlen in Osttimor 2009 wurde Manuel da Silva zum Chefe de Aldeia gewählt. Die nächsten Wahlen fanden 2016 und 2023 statt.